# 松本誠之

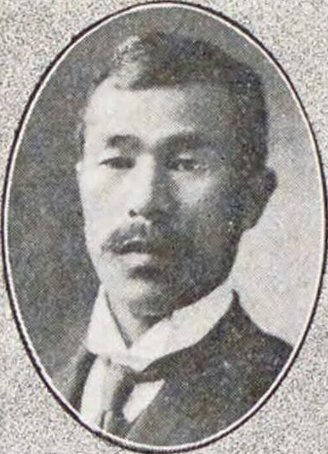
松本誠之

松本 誠之（まつもと せいし、文久3年9月17日（1863年10月29日） – 昭和18年（1943年）3月25日）は、日本の衆議院議員（新政会）。ジャーナリスト。

## 経歴
摂津国川辺郡小田村（現在の兵庫県尼崎市）出身。経済学、歴史学、政治学を学んだ。小学校校長、『大阪朝日新聞』記者、『神戸又新日報』記者、『京華日報』記者を務めた。また雑誌『東京正論』を発刊し、幸徳秋水らの社会主義を批判した。さらに雑誌『金甌』を発行した。
1917年（大正6年）、第13回衆議院議員総選挙に出馬し、当選を果たした。
その後、ハルビンに渡り、『哈爾賓新聞』を発刊した。